# Rodonit
Rodonit är en manganinosilikat, (Mn, Fe, Mg, Ca) SiO3 tillhörande pyroxenoidgruppen av mineraler, kristalliserande i trikliniska systemet. Det förekommer ofta som klyvbara till kompakta massor med rosenröd färg (namnet kommer från det grekiska ῥόδοςrhodos, rosiga), som ofta tenderar att bli brun på grund av ytoxidation.

## Egenskaper
Rodonitkristaller har ofta en tjock tabulär form, men är sällsynta. Den har en perfekt, prismatisk klyvning, nästan i rät vinkel. Dess hårdhet är 5,5-6,5, och specifik vikt 3,4-3,7. lyster är glasartad men mindre ofta pärlemor på klyvningsytor. Mangan ersätts ofta delvis med järn, magnesium, kalcium, och ibland zink som ibland kan finnas i avsevärda mängder; en gråbrun sort som innehåller så mycket som 20% kalciumoxid kallas bustamit; fovlerit är en zinkförande variant innehållande 7% zinkoxid.
Rodonit med inosilikatstruktur har en återkommande enhet av fem kiseltetraeder. Den sällsynta polymorfa pyroxmangit, som bildas under särskilda villkor för tryck och temperatur, har samma kemiska sammansättning, men en återkommande enhet av sju tetraeder.

## Förekomst
I järn- och mangangruvor vid Pajsberg nära Filipstad och Långban i Värmland, har hittats små lysande och genomskinliga kristaller (pajsbergit) och klyvningsmassor. Fovlerit uppträder som stora, grova kristaller, som liknar rosa fältspat, med franklinit och zinkmalm i granulär kalksten vid Franklin Furnace i New Jersey, USA.

## Användning
Rodonit används som prydnadsten och för tillverkning av smycken. Rodonit är också den officiella ädelstenen i Commonwealth of Massachusetts.